# やまなし映画祭
やまなし映画祭（やまなしえいがさい、英語名称Yamanashi Film Festival、略称YFF）は、日本の映画祭。山梨県甲府市で2005年（平成17年）から2015年（平成27年）までの間に11回実施されている。

## 概要
やまなし映画祭実行委員会が主催する映画祭で、2005年（平成17年）から2009年（平成21年）までは甲府商工会議所、2010年（平成22年）と2011年（平成23年）は山梨県立大学、2012年（平成24年）から2015年（平成27年）はフィギュア企画・製作会社と地元スーパーマーケットが事務局となっている。山梨県出身、ゆかりの映画人が製作にかかわった作品、山梨県内がロケ地となった作品を中心に上映、ティーチ・インが行われた。

### 目的
- 映像文化の発展
- 甲府市中心街地の活性化

### キャッチコピー
- 全ては映画ファンのために… For people who love movies

## 映画祭の歴史

### 2005年 - 2009年（第1回 - 第5回）
2005年開始時に甲府市中央商店街には甲宝シネマ、甲府武蔵野シネマ・ファイブ、甲府東映セントラル、シアターセントラルBe館の4館12スクリーンがあり、郊外のグランパーク東宝8の8スクリーンと合わせて「人口あたりのスクリーン数は1、2を争う」とまで評されていた。このことから甲府商工会議所はこの好条件を生かそうと民間ボランティアや商店街、映画館などと実行委員会を作り、「2005やまなし映画祭」をスタートさせた。
映画館など各会場で1日に数作品程のペースで上映し、イベントでは監督や俳優などがゲストとして招かれ、地元放送局のアナウンサーとトークショーを行っていた。作品セレクトは商工会議所や映画館関係者、民間ボランティアにより行われていた。
2008年より甲府市中心市街地活性化基本計画の事業の1つとなり、甲府商工会議所や甲府商店街連盟、映画館関係者、甲府市職員、民間ボランティアなどで構成された「やまなし映画祭実行委員会」が正式に発足し、外部有識者の意見を取り入れ、作品・ゲスト選定を行っていくことになった。
2009年12月に事務局である甲府商工会議所が「活性化イベントとしての費用対効果が得られない」との理由により事業の撤退を表明した。理由として事業費の一部が市の補助金で賄われているのに対し、観客動員の低調や甲府中央商店街との協力体制がとれていないことが挙げられた。

### 2010年 - 2011年（第6回（中止）、第7回）
甲府商工会議所の撤退後、やまなし映画祭実行委員会の実行委員らが新実行委員会発足に向けて行動を開始、これに呼応して甲府市も文化イベントの継続を認め、補助金を確保する形で継続となった。
2010年12月16日、新たに「やまなし映画祭実行委員会」が発足し、事務局は山梨県立大学の地域研究交流センターに置かれた。2011年3月の開催に向けて準備が行われていたが、開催直前の3月11日に起きた東日本大震災の影響やそれによる輪番停電の実施により、安定した上映が確保できないとして第6回の中止を決定した。仕切り直しとして同年10月23日、11月19日、11月20日の3日間に岡島百貨店8階の岡島ローヤル会館で第7回が開催された。第7回の開催にあたり、企画チーム「やまなし映画夢人（やまなしえいがむじん）」が結成され、映画監督の崔洋一が顧問をつとめ、山梨県職員や甲府市職員、映画関係者、学生や一般市民などで構成されたチームが映画祭の企画・運営を行なっている。
第7回開催後の2011年12月、山梨県立大学が事務局撤退を発表し、その後も事務局が決まらず2012年7月17日の山梨日日新聞ウェブ版では存続の危機が報じられた。

### 2012年 - 2015年（第8回 - 第11回）
先述の山梨日日新聞の報道後、笛吹市でフィギュア企画・製作を営なむ「モグラハウス」と韮崎市を中心にスーパーマーケットを展開し、甲府中央商店街にも出店していた「やまと」が事務局に名乗りを上げ、甲府市も補助金の提供を決めたことから存続が決定した。第8回は2013年2月10日と11日に実施され、『仮面ライダー対ショッカー』の上映と合わせて出演者の藤岡弘によるトークショーも行なわれた。また、会場の1つとなった甲宝シネマが4月を以て閉館することが決定しており、甲府東映セントラル（2009年閉館）やグランパーク東宝8（2011年昭和町へ移転閉館）、甲府武蔵野シネマ・ファイブ（2011年休館）と甲府中央商店街のシネマコンプレックスや映画館の閉館や休館が相次いでいる状況に、この回に上映された『聯合艦隊司令長官 山本五十六』の監督や『日本沈没』の脚本を手掛けている成島出が映画館の存続を訴えている。
2014年2月8日と9日に第9回が実施され、山梨県でロケが行われた『もらとりあむタマ子』と『きみの友だち』が上映されたほか、『もらとりあむタマ子』の監督である山下敦弘のトークショーや富士の国やまなしフィルムコミッションの講演も実施されている。
第10回は同年9月7日に実施され、笛吹市出身の辻村深月脚本の『ツナグ』が上映されたほか、投票で決定した山梨にゆかりのある映画や自主制作ショートフィルム入賞作品の上映が行われている。
第11回は2015年11月14日に実施され、成島出監督の『ソロモンの偽証』が上映されたほか、主演の藤野涼子と成島出とのトークショーや、いじめに関した作品について取り上げている。

### 第11回以降
第11回の開催を最後に映画祭は実施されていない。理由は不明であるが、第8回から支援をしていたやまとが甲府中央商店街から撤退した時期と重なっており、三たび事務局不在になったことが推測されている。また、2023年2月14日に岡島ローヤル会館が閉館したことで、事務局が再開できたとしても甲府市で集客して上映できるスクリーンの確保が難しい状況である。

## 映画祭の取り組み
市民参加形映画の制作
第1回は山梨県内の高校生による原案を脚本化し、キャスト、撮影、音響、裏方までを一般市民とプロのスタッフが協力して取り組むというものであった。商店街も撮影場所としての空き店舗の提供、エキストラ出演など、撮影に協力。そしてオリジナル作品『神風』が完成し、上映された。第2回は全国から脚本を募集し、82点の応募の中から最優秀作品である『黒振袖を着る日』をもとに映像化し上映された。しかし第3回開催前に甲府商工会議所内の一部からはオリジナル映画の予算編成と地域活性化の結びつきに懐疑的な意見があり、2回で終了となった。なお、この企画は富士山・河口湖映画祭に継承されている。
24時間映画祭での映画制作
第3回は東京で24時間で映画を制作する「24時間映画祭」を招待し、『第4回24時間映画祭＠山梨』が開催された。山梨県内外から7チームが応募し、11月3日に甲府中央商店街にある山梨県立大学が運営するまちづくり事務所「四菱まちづくり総合研究室」に集結して午前11時に撮影や編集を開始し、24時間後の11月4日午前11時までに作品を完成させて実行委員会に納める仕組みである。この企画で『そらぞら』『じいちゃんの畑』『信二』の3本の短編作品が完成し、午後3時から貸しホールである桜座で公開上映されている。
ドキュメンタリー映画の制作
第7回で故郷の岩手県陸前高田市が震災による津波で同級生や近所の人を失った山梨県立大学の3年生菅野 結花（かんの ゆうか）が映画製作を思い立ち、大学関係者ややまなし映画祭のスタッフらの協力のもと母や知人6人へのインタビューで構成されたドキュメンタリー映画『きょうを守る』が制作され、本映画祭での上映された。その後は横浜市や舞台地の県庁所在地である盛岡市などをはじめ、他言語版に翻訳されてアメリカ合衆国やモンゴル、インドネシア、エジプトなどで上映されている。また、第4回「座・高円寺ドキュメンタリーフェスティバル」作品がコンペティション部門で入賞し、さらに監督の菅野が特別に創設された新人賞を受賞している。

## チケット予約方法
第1回 - 第3回
甲府中央商店街の協力店で500円以上の買物を行ない、そのレシートを銀座街の交換所で鑑賞したい作品の入場チケットと交換。
- 予約やチケットの送付などは一切行っておらず、遠方でも開催前に一度甲府まで行き中央商店街で買物・交換をする必要があった。

第4回 - 第5回
「遠方の人でも参加しやすいように」との外部有識者の意見を取り入れ、郵便往復ハガキと電子メールで受け付ける方式に変更。
第7回
チケットを有料化し、チケットガイドのイープラスで販売。
第8回 - 第11回
やまなし映画祭事務局（yamanashimovie.com）の公式サイトから予約。

## 主な上映作品・イベント
第3回から第7回にかけてのみ観客動員の集計があるため記載する。

### 第1回
開催期間：2005年11月1日 - 11月15日
- 『洗濯機は俺にまかせろ』
- 『秀子の車掌さん』
- 『いま、会いにゆきます』
- 『神風』（映画祭オリジナル作品）

### 第2回
開催期間：2006年11月3日 - 11月12日
- 『ピーナッツ』
- 『風林火山』
- 『油断大敵』
- 『月とキャベツ』
- 『幸福な食卓』
- 『黒振袖を着る日』（映画祭オリジナル作品）

### 第3回
開催期間：2007年10月27日 - 11月4日
- 『男はつらいよ 寅次郎夢枕』観客動員数：58人
- 『ストロベリーショートケイクス』観客動員数：63人
- 『ほのかの書』観客動員数：68人
- 『棚の隅』観客動員数：72人
- 『ゆれる』観客動員数：98人
- 『24時間映画祭』観客動員数：33人
- 『映画ポスター・パンフレット展示販売会』観客動員数：60人
- 『ちびっこ映画祭』（サンリオ短編3本）観客動員数：50人
- 『映画祭オリジナル短編3作品』（24時間映画祭で制作された『そらぞら』『じいちゃんの畑』『信二』）観客動員数：90人
- 『映画検定模擬クイズ』参加者数：22人

観客動員数合計：614人

### 第4回
開催期間：2008年10月25日 - 11月3日
- 『10時間耐久映画マラソン』（『ちーちゃんは悠久の向こう』『きみの友だち』『口裂け女2』『ルパンの消息』）観客動員数：延べ72人
- 『実録・連合赤軍 あさま山荘への道程』観客動員数：86人
- 『アニメクロニクル 巨人の星 ルパン三世誕生秘話』観客動員数：59人
- 『クライマーズ・ハイ』観客動員数：128人
- 『ゴジラVSデストロイア』観客動員数：100人
- 『ちびっ子映画祭』（サンリオ短編作品3本）観客動員数：85人
- 『コス★も〜る』（コスプレイベント）観客動員数：60人
- 『地域活性化のための映画祭の成功モデル』（セミナー）観客動員数：34人
- 『ごんべん 銀河万丈読み語り』観客動員数：140人

観客動員数合計：764人

### 第5回
開催期間：2009年10月10日、10月11日
- 『ゴジラVSメカゴジラ』観客動員数：81人
- 『ルパン三世 カリオストロの城』観客動員数：90人
- 『隠し砦の三悪人THE LAST PRINCESS』観客動員数：75人
- 『機動戦士ガンダムI』観客動員数：66人
- 『機動戦士ガンダムII 哀・戦士編』観客動員数：56人
- 『機動戦士ガンダムIII めぐりあい宇宙編』観客動員数：68人
- 『花婿は18歳』観客動員数：38人

観客動員数合計：474人

### 第6回
開催期間は2011年3月18日 - 3月20日、3月26日の予定であったが、東日本大震災の影響により中止。

### 第7回
開催期間：2011年10月23日、11月19日、11月20日
- 『ヤーチャイカ』 作品上映&覚和歌子・谷川俊太郎トークショー 観客動員数：140人
- 『いつか来た道』観客動員数：180人
- 『キングコング対ゴジラ』&東宝特撮ファンミーティング 観客動員数：130人
- 『甲州戦記サクライザー★オムニバス』観客動員数：50人
- 映画『サウダーヂ』作品上映&富田克也監督トーク・stillichimiyaライブ 観客動員数：300人
- 『きょうを守る』（映画祭オリジナル作品）観客動員数：100人

観客動員数合計：900人

### 第8回
開催期間：2013年2月10日、2月11日
- 『聯合艦隊司令長官 山本五十六』
- 『日本沈没』
- 『ナイトピープル』
- 『仮面ライダー対ショッカー』

### 第9回
開催期間：2014年2月8日、2月9日
- 『もらとりあむタマ子』
- 『きみの友だち』

### 第10回
開催期間：2014年9月7日
- 『ツナグ』

その他山梨にゆかりのある作品1本

### 第11回
開催期間：2015年11月14日
- 『ソロモンの偽証』

その他いじめをテーマにした作品1本

## 主なゲスト
俳優・声優・モデル
- 北乃きい「幸福な食卓」（第2回）
- 内田量子「棚の隅」（第3回）
- 岩田有民「ほのかの書」（第3回）
- 尾野真千子「クライマーズ・ハイ」（第4回）
- 大和田美帆（第4回）
- 銀河万丈（第4回）
- 齋藤恵（第4回）
- 島本須美「ルパン三世 カリオストロの城」（第5回）
- 坂野友香「隠し砦の三悪人 THE LAST PRINCESS」（第5回）
- 藤岡弘「仮面ライダー対ショッカー」（第8回）
- 藤野涼子「ソロモンの偽証」（第11回）

映画監督
- 篠原哲雄「月とキャベツ」（第2回）
- 成島出「油断大敵」（第2回）「クライマーズ・ハイ」（第4回）「聯合艦隊司令長官 山本五十六」（第8回）「ソロモンの偽証」（第11回）
- 矢崎仁司「ストロベリーショートケイクス」（第3回）
- 荻野欣士郎「ほのかの書」（第3回）
- 門井肇「棚の隅」（第3回）
- 兼重淳「ちーちゃんは悠久の向こう」（第4回）
- 大河原孝夫「ゴジラvsデストロイア」（第4回）「ゴジラvsメカゴジラ」（第5回）
- 若松孝二「実録・連合赤軍」（第4回）
- 小林政広（第4回）
- 寺内康太郎「口裂け女2」（第4回）
- 樋口真嗣「隠し砦の三悪人 THE LAST PRINCESS」（第5回）「東宝特撮ファンミーティング」（第7回）
- 覚和歌子「ヤーチャイカ」（第7回）
- 谷川俊太郎「ヤーチャイカ」（第7回）
- 中野昭慶「キングコング対ゴジラ」（第7回）
- 富田克也「サウダーヂ」（第7回）
- 山下敦弘「もらとりあむタマ子』（第9回）

助監督
- 猪腰弘之「いま、会いにゆきます」（第1回）

プロデューサー
- 小滝祥平「幸福な食卓」（第2回）
- 小池和洋「棚の隅」（第3回）
- 富山省吾「ゴジラvsデストロイア」（第4回）「ゴジラvsメカゴジラ」（第5回）「東宝特撮ファンミーティング」（第7回）
- 佐野寿七「巨人の星」「ルパン三世」（第4回）「ルパン三世 カリオストロの城」（第5回）

製作担当者
- 武石宏登「いま、会いにゆきます」（第1回）

ビデオメッセージ
- 内村光良「ピーナッツ」（第2回）
- 山崎まさよし「月とキャベツ」（第2回）
- 銀河万丈「機動戦士ガンダム」（第5回）
- 中里文音「花婿は18歳」（第5回）

その他
- 前澤哲爾 山梨県立大学教授 全国フィルムコミッション連絡協議会専務理事（当時）（第4回）
- 友永和秀 テレコム・アニメーションフィルム取締役「ルパン三世 カリオストロの城」（第5回）
- 小松澤陽一 映画祭プロデューサー